# 张苏滩站
张苏滩站是一个位于中华人民共和国甘肃省兰州市城关区雁南街道张苏滩路与雁南路交叉口南侧地下，属于兰州轨道交通2号线的地铁车站，于2023年6月29日开通。

## 车站结构
张苏滩站沿张苏滩路设置，为地下两层岛式站台车站，车站长182米，标准段宽20.1米，车站地下一层为站厅层，地下二层为站台层，站台宽11米。
| 地面              | 出入口 | B、D出入口 |
| 地下一层          | 站厅   | 客服中心、自动售票机、验票机                                                                                    |
| 地下二层          | 站台层 | \| \| \| █ 2号线往雁白大桥（均家滩） \| \| 島式 · 開左邊车门 \| \| \| \| \| \| █ 2号线往东方红广场（五里铺） \| |
|                   |        | █ 2号线往雁白大桥（均家滩）                                                                                     |
| 島式 · 開左邊车门 |        | |
|                   |        | █ 2号线往东方红广场（五里铺）                                                                                   |

## 车站出口
张苏滩站共设4个出口，目前开放其中2个，各出口及周围设施如下所示：
| 编号                | 建议前往的目的地 | 照片 | 无障碍设施 |
| ------------------- | ---------------- | ---- | ---------- |
| B · 出口            | 张苏滩路西侧     |      | 不適用     |
| D · 出口 · （设有） | 张苏滩路东侧     |      |            |
| 图例： 设有         |                  |      |            |

## 接驳交通

### 公交车
- 雁滩建材市场：17路、22路、53路、115路、130路、160路
- 三森美居广场：109路

## 车站历史
本站建设时期工程名为雁南路站，开通前正式命名为张苏滩站。
- 2021年4月10日，车站主体结构封顶[5]。
- 2023年6月29日，车站随2号线一期工程通车开通[1]。